# Анхово
Анхово (словен. Anhovo) — мале поселення на правому березі річки Соча в общині Канал, Регіон Горишка, Словенія. Висота над рівнем моря: 143,5 м.